# Église Saint-Paul de Parthenay
Pour les articles homonymes, voir Église Saint-Paul.
L'église Saint-Paul est une église catholique située à Parthenay, en France.

## Localisation
L'église est située dans le département français des Deux-Sèvres, sur la commune de Parthenay.

## Historique
La première mention de ce prieuré date de 1070 dans un acte de donation à l'abbaye bénédictine Saint-Paul de Cormery. La nef a brûlé en 1568, au cours des guerres de Religion. Le chevet s'est effondré en 1747, ce qui fait qu'il ne reste plus, aujourd'hui, que la façade. 
L'édifice est classé au titre des monuments historiques en 1923.